# Bernard Szczepański (zapaśnik)
Bernard Szczepański (ur. 11 października 1945 w Rudzie, zm. 21 września 2018) – polski zapaśnik, medalista mistrzostw świata, olimpijczyk z Monachium 1972.
Zawodnik klubu Slavia Ruda Śląska, specjalizujący się w stylu klasycznym. 
W roku 1961 zdobył tytuł mistrza Polski juniorów.
Brązowy medalista mistrzostw świata w roku 1970.
Na igrzyskach olimpijskich wystartował w wadze papierowej zajmując 14.-15. miejsce.